# Ludwika Karpińska-Woyczyńska
Ludwika Zofia Woyczyńska z domu Karpińska (ur. 13 sierpnia?/25 sierpnia 1872 w Płocku, zm. 30 stycznia 1937 w Warszawie) – polska psycholożka i psychoanalityczka, kierowniczka Miejskiej Poradni Psychologicznej w Łodzi, docent psychologii stosowanej i kierowniczka Katedry Psychotechniki na Wydziale Pedagogicznym oddziału łódzkiego Wolnej Wszechnicy Polskiej.

## Życiorys
Jej rodzicami byli Nestor Kazimierz Karpiński i Katarzyna Fery . Jej starsza siostra Aniela została żoną chemika Kazimierza Jabłczyńskiego, brat Józef (1866–1927) był lekarzem w Warszawie. W 1892 ukończyła II Gimnazjum Żeńskie w Warszawie ze złotym medalem. Być może uczęszczała na wykłady z psychologii Adama Mahrburga. Następnie studiowała na wydziale filozoficznym Uniwersytetu Fryderyka Wilhelma w Berlinie. Studia przerwała po kilku semestrach z powodów finansowych, podjęła wtedy pracę nauczycielki w średnich zakładach naukowych żeńskich pani Swołyńskiej i pani Karwowskiej w Warszawie. Działała w PPS, była jedną z organizatorek strajku szkolnego w 1905 roku. Należała do współpracowników „Przeglądu Filozoficznego”, „Ogniwa” i „Książki”.
W 1907 wstąpiła na wydział filozoficzny Uniwersytecie w Zurychu. Pracę doktorską przygotowała w pracowni psychologicznej pod kierunkiem Friedricha Schumanna i przedstawiła w 1910 roku. W 1909 roku wspólnie z Ludwikiem Jekelsem uczestniczyła jako gość w spotkaniach Wiedeńskiego Towarzystwa Psychoanalitycznego – była pierwszą kobietą biorącą udział w tych spotkaniach. Podczas I Zjazdu polskich psychiatrów, neurologów i psychologów w Warszawie w 1909 roku wygłosiła referat „Przyczynki doświadczalne do widzenia głębi”, a na II Zjeździe w Krakowie w 1912 roku, dwa referaty – „Psychologiczne podstawy freudyzmu” i „Przyczynki doświadczalne do tzw. zjawiska psychoelektrycznego”. W styczniu 1911 roku przeniosła się do Zakopanego. 8 października 1914 roku wstąpiła do Legionów Polskich jako sanitariuszka, brała udział w obronie Lwowa, otrzymała stopień sierżanta 1 pułku piechoty Legionów. Była odznaczona Krzyżem Niepodległości, Krzyżem Walecznych, Złotym Krzyżem Zasługi. W maju 1920 została kierowniczką Miejskiej Poradni Psychologicznej w Łodzi, w 1928 docentem psychologii stosowanej i kierowniczką Katedry Psychotechniki na Wydziale Pedagogicznym oddziału łódzkiego Wolnej Wszechnicy Polskiej. W 1930 roku przeszła w stan spoczynku, zamieszkała w Wilnie. Należała do Stowarzyszenia „Rodzina Wojskowa”(była członkinią Sądu Honorowego) i do Unii Polskich Związków Obrończyń Ojczyzny (zasiadała w zarządzie Komisji Społeczno-Obywatelskiej). Należała do Polskiego Towarzystwa Psychotechnicznego i komitetu redakcyjnego czasopisma „Psychotechnika”.
Jej mężem był od 1908 Marcin Woyczyński (1870–1944), lekarz i oficer Wojska Polskiego.
W 1935 była tymczasowo aresztowana w związku z podejrzeniami infiltracji Woyczyńskich przez wywiad sowiecki bądź nawet współpracy z nim, które powzięto w związku z kontaktami Karpińskiej-Woyczyńskiej z przedstawicielami ruchu komunistycznego (Stefania Sempołowska, Wanda Wasilewska). Z braku dowodów została zwolniona z aresztu po trzech tygodniach.
Zmarła z powodu powikłań grypy 30 stycznia 1937 roku w Warszawie. 1 lutego 1937 została pochowana na Cmentarzu Wojskowym na Powązkach(kwatera A19, rząd 4, miejsce 24).

## Dorobek naukowy
Karpińska przetłumaczyła na polski książki Avenariusa (wspólnie z siostrą Anielą) i Tönniesa. Przed I wojną światową ogłosiła szereg prac dotyczących psychoanalizy w języku niemieckim i polskim. Po wojnie publikowała na temat badań inteligencji dzieci i psychotechniki.

## Lista prac
- Karpińska L. Urywek listu. Ogniwo 1 (9), s. 205, 8 (21) lutego 1903
- Karpinska L. Experimentelle Beiträge zur Analyse der Triefenwahrnehmung. Leipzig: J. A. Barth, 1910
- Karpińska L. „Przyczynki doświadczalne do widzenia głębi” W: Ciągliński A. (red). Prace 1-go Zjazdu neurologów, psychiatrów i psychologów polskich odbytego w Warszawie 11–12–13 października 1909 r. Warszawa: E. Wende i sp., 1910
- Karpinska L. Beiträge zur Psychopathologie des Alltagslebens. Zentralblatt für Psychoanalyse und Psychotherapie 3 (6-7), 309-312, 1911
- Karpińska L. Badania doświadczalne nad kojarzeniem wyobrażeń. Przegląd Lekarski 51 (43, 44, 45, 46, 47), s. 603–604, 617–619, 635–637, 647–649, 677–679, 1912
- Karpińska L. Ein Beitrag zur Analyse „sinnloser” Worte im Traume. Internationale Zeitschrift für Aerztliche Psychoanalyse 2, 1914
- Karpińska L. O psychoanalizie. Ruch Filozoficzny 4 (2), s. 32–38, 1914
- Karpinska L. Über die psychologischen Grundlagen des Freudismus. Internationale Zeitschrift für Aerztliche Psychoanalyse 2 (4), 305-326, 1914
- Karpińska-Woyczyńska L. Badanie dzieci umysłowo niedorozwiniętych ze szkół powszechnych m. Łodzi. Kwartalnik Szkoła Powszechna 2 (3-4), 1921
- Karpińska-Woyczyńska L. Miejska Pracownia Psychologiczna w Łodzi (za okres od 1 IX 1919 roku do 1 I 1922. Ruch Pedagogiczny 9 (1-2), s. 31–35, 1922
- Karpińska-Woyczyńska L. Dobór dzieci uzdolnionych i próby zdatności zawodowej młodzieży w Berlinie i Hamburgu. Ruch Pedagogiczny, 10 (1-3), s. 18-35, 1923
- Karpińska-Woyczyńska L. Rola psychologii w doborze dzieci umysłowo upośledzonych do szkoły pomocniczej. Ruch Pedagogiczny 10 (4–6), s. 65–75, 1923
- Karpińska-Woyczyńska L. Miejska Pracownia Psychologiczna w Łodzi. Dziennik Zarządu miasta Łodzi 6 (20A), s. 1–3, 1924
- Karpińska-Woyczyńska L. Ekonomiczne i społeczne znaczenie poradnictwa zawodowego. Przegląd Włókienniczy 4/5, s. 32–34, 6, s. 59–62, 1925
- Karpińska-Woyczyńska L. Miejska Pracownia Psychologiczna w Łodzi (Szkic działalności od założenia do października 1927 roku). Psychotechnika 1, 3, 1927
- Karpinska-Woyczynska L. Ein Beitrag zur Frage der Konstanz des Intelligenzquotienten. Zeitschrift für angewandte Psychologie 33, s. 405, 1929